# Лазар Романич
Лазар Романич (серб. Lazar Romanić/Лазар Романић, нар. 25 травня 1998, Крагуєваць) — сербський футболіст, нападник клубу «Воєводина». Виступав також за низку сербських і закордонних клубів.

## Клубна кар'єра
Лазар Романич народився 1998 року в місті Крагуєваць, та є вихованцем футбольної школи клубу «Црвена Звезда». У 2017 році Романича перевели до основної команди клубу, проте в основному складі белградського клубу він так і не зіграв, і в 2017—2018 роках грав у оренді в клубах ОФК та «Борац» (Чачак).
У 2018 році сербський нападник перейшов до грецького клубу «Ламія», в якому грав до 2023 року, та став у складі «Ламії» основним гравцем атакувальної ланки команди. Протягом 2023—2025 років Романич грав у складі сербського клубу «Железнічар» (Панчево). З 2025 року футболіст грає у складі клубу «Воєводина».

## Виступи за збірні
У 2015 році Лазар Романич дебютував у складі юнацької збірної Сербії, загалом на юнацькому рівні взяв участь у 4 іграх.